# Enig Marcheur

Enig Marcheur (titre original : Riddley Walker) est un roman de science-fiction post-apocalyptique rédigé par l'écrivain américain expatrié en Angleterre Russell Hoban, publié en 1980 et traduit par Nicolas Richard. 

## Résumé
Le roman situe son action en Angleterre, en l'an 2347, après qu'une catastrophe nucléaire a ravagé la planète. Une partie de l'humanité a survécu mais a régressé pour atteindre un état technologique proche de celui de l'âge du fer. Dans ce monde où la survie est précaire, Riddley Walker (Enig Marcheur dans la version française), jeune garçon âgé de 12 ans, prend la décision d'écrire son histoire alors qu'il entreprend une quête pour trouver l'origine de la catastrophe qui a dévasté le monde et comprendre ce qui est arrivé à la terre. Le personnage de Riddley est le narrateur du roman. 

## Éléments d'analyse

### Utilisation de la langue
L'originalité du roman tient notamment à son utilisation du langage. Russell Hoban a imaginé une langue anglaise ayant connu plusieurs siècles d'évolution, si bien qu'elle en devient difficilement reconnaissable. Pour créer cet idiome, l'auteur s'est inspiré d'évolutions déjà présentes dans la langue anglaise de la fin du XXe siècle, notamment en Cockney : l'évolution de [th] pour [f] ("teef" pour "teeth"), par exemple. Mais l'intérêt de cette langue imaginaire réside surtout dans le fait qu'elle est la seule à garder la trace de la civilisation disparue : les hommes ont tout oublié de l'ancien monde, mais la langue a continué d'évoluer et garde en mémoire l'histoire des hommes. Ainsi, certains signifiants désignant des objets du monde disparu ont été conservés, mais sont utilisés différemment par les survivants, incapables désormais de replacer ces mots dans leur contexte originel. 

### Esthétique des ruines
Dans Enig Marcheur, l'ancienne civilisation subsiste à l'état de trace dans la langue, et dans le monde, sous forme de ruines. En invitant le lecteur à contempler les ruines d'un ancien monde, Russell Hoban semble montrer au lecteur ce que lui réserve le monde dont il veut se rendre maître. Même si des siècles se sont écoulés entre la catastrophe et le présent post-apocalyptique, le lecteur est en mesure de revivre l'événement à travers les ruines : elles donnent à voir ce qui existait et a désormais disparu. Elles renvoient celui qui les contemple à l'apogée d'une civilisation tout en indiquant les limites du progrès humain et son caractère éphémère.

## Traduction
Publié aux Éditions Monsieur Toussaint Louverture, le roman a été traduit en français par Nicolas Richard, qui a obtenu le Prix Maurice-Edgar Coindreau en 2013 pour ce travail.

## Adaptations

### Cinéma et théâtre
- Selon Robert C. Cumbow, le film Mad Max : Au-delà du dôme du tonnerre emprunterait ses idées et ses thèmes au roman[5].
- Russell Hoban a lui-même adapté le roman pour le théâtre. La première représentation s'est déroulée en février 1986 au Royal Exchange Theatre à Manchester, avec une mise en scène de Braham Murray. Aux États-Unis, la première représentation s'est tenue au théâtre de Chocolate Bayou (Texas) (en), en avril 1987. La pièce a été mise en scène par Greg Roach[6].

### Musique
- The Rapture of Riddley Walker est le titre de d'une chanson du groupe Clutch, dans l'album From Beale Street to Oblivion (2007)[7].